# Jennifer Beals
Jennifer Beals (Chicago, 19 de diciembre de 1963) es una actriz estadounidense conocida por su papel como Alex Owens en la película Flashdance (1983). Interpretó el papel de Bette Porter en  The L Word, papel que ha vuelto a representar en The L Word: Generation Q. En 2018 fue elegida para interpretar a Karen en After: Aquí empieza todo.

## Biografía

### Familia y estudios
Jennifer es hija de Alfred y Jeanne Beals, su madre es de ascendencia irlandesa y su padre era afroamericano. Su padre murió cuando ella tenía 9 años y su madre volvió a casarse más tarde con Edward Cohen. Estudió en la Francis W. Parker School. Se graduó y continuó sus estudios en la Universidad de Yale con un grado en Literatura Americana en 1987.

### Carrera
En 1980 obtuvo un papel menor en la película My Bodyguard. El salto a la fama le llegó en 1983 con Flashdance, del director Adrian Lyne, donde tuvo el papel principal. Por su trabajo fue nominada al premio Globo de Oro. La película fue un éxito en taquilla.
Su carrera se vio afectada por un escándalo tras el estreno de la película, ya que se reveló que algunas de las escenas que requerían movimientos atléticos las había interpretado Marine Jahan, una actriz y bailarina francesa. 
Siguió participando en películas, entre las que se encuentran Sons (1989), In the Soup (1992), que ganó el Gran premio en el Festival de Cine de Sundance, Four Rooms (1995) y 13 Moons (2002), dirigidas por su entonces esposo, Alexandre Rockwell.
Ha interpretado alrededor de 50 películas en total. Es íntima amiga del director Quentin Tarantino, quien le ofreció un papel en su parte de la película Four Rooms (1995). En la película Pulp Fiction su nombre aparece en los créditos entre los agradecimientos.
En una entrevista posterior, comentó que cree que Tarantino lo hizo para agradecerle el tiempo que ella lo recibió en su casa mientras trabajaba en el guion.
En enero de 2004 comenzó a actuar como Bette Porter en la serie The L Word, junto a Laurel Holloman, Pam Grier, Leisha Hailey, Mia Kirshner, Erin Daniels y Katherine Moennig, entre otras. Esta serie le devolvió la notoriedad en la televisión.

### Vida personal
Se divorció de Alexandre Rockwell en 1996 y se casó con Ken Dixon, un empresario canadiense, en 1998, con quien tiene una hija, nacida en 2005. Es aficionada a la fotografía y cultiva la tradición budista. Beals es practicante de kung-fu, sanshou y kickboxing, y también es triatleta.

## Filmografía
| Año  | Título                                      | Papel                                           | Notas              |
| ---- | ------------------------------------------- | ----------------------------------------------- | ------------------ |
| 1980 | My Bodyguard                                | Amiga de Clifford                               |                    |
| 1983 | Flashdance                                  | Alex Owens                                      |                    |
| 1985 | The Bride (Cuentos de hadas: Cinderella)    | Eva / Cenicienta                                |                    |
| 1988 | La Partita (The Gamble)                     | Lady Olivia Candioni                            |                    |
| 1988 | Split Decisions                             | Barbara Uribe                                   |                    |
| 1989 | Vampire's Kiss                              | Rachel                                          |                    |
| 1989 | Sons                                        | Travesti                                        |                    |
| 1990 | Dr. M                                       | Sonja Vogler                                    |                    |
| 1991 | Blood and Concrete                          | Mona                                            |                    |
| 1992 | In the Soup                                 | Angelica Pena                                   |                    |
| 1992 | Day of Atonement                            | Joyce                                           |                    |
| 1992 | Indecency                                   | Ellie Shaw                                      | Telefilm           |
| 1992 | Terror Stalks the Class Reunion             | Virginia                                        | Telefilm           |
| 1993 | Caro diario                                 | Ella misma                                      |                    |
| 1993 | The Thief and the Cobbler                   | Princesa Yum Yum (voz)                          |                    |
| 1993 | Night Owl                                   | Julia                                           | Telefilm           |
| 1994 | Dead on Sight                               | Rebecca Darcy                                   |                    |
| 1994 | Mrs. Parker and the Vicious Circle          | Gertrude Benchley                               |                    |
| 1994 | The Search for One-eye Jimmy                | Ellen                                           |                    |
| 1995 | Four Rooms                                  | Angela                                          |                    |
| 1995 | Let It Be Me                                | Emily Taylor                                    |                    |
| 1995 | Devil in a Blue Dress                       | Daphne Monet                                    |                    |
| 1995 | Arabian Knight                              | Princesa Yum Yum (voz)                          | Versión de Miramax |
| 1997 | Wishful Thinking                            | Elizabeth                                       |                    |
| 1997 | The Twilight of the Golds                   | Suzanne Stein                                   |                    |
| 1998 | Body and Soul                               | Gina                                            |                    |
| 1998 | The Prophecy II                             | Valerie Rosales                                 |                    |
| 1998 | The Last Days of Disco                      | Nina                                            |                    |
| 1998 | The Spree                                   | Xinia Kelly                                     | Telefilm           |
| 1999 | Something More                              | Lisa                                            |                    |
| 1999 | Turbulence 2: Fear of Flying                | Jessica                                         |                    |
| 2000 | Militia                                     | Julie Sanders                                   |                    |
| 2000 | Without Malice                              | Samantha Wilkes                                 | Telefilm           |
| 2000 | A House Divided                             | Amanda Dickson                                  | Telefilm           |
| 2001 | Out of Line                                 | Oficial de libertad condicional Jenny Capitanas |                    |
| 2001 | The Anniversary Party                       | Gina Tayloy                                     |                    |
| 2001 | The Big House                               | Lorraine Brewster                               | Telefilm           |
| 2001 | After the Storm                             | Mrs. Gavotte                                    | Telefilm           |
| 2001 | Orgullo de raza                             | Dolly Rose                                      | Telefilm           |
| 2002 | 13 Moons                                    | Suzi                                            |                    |
| 2002 | Roger Dodger                                | Sophie                                          |                    |
| 2002 | They Shoot Divas, Don't They?               | Sloan McBride                                   | Telefilm           |
| 2003 | Runaway Jury                                | Vanessa Lembeck                                 |                    |
| 2004 | Catch That Kid                              | Molly                                           |                    |
| 2005 | Break a Leg                                 | Juliet                                          |                    |
| 2005 | Desolation Sound                            | Elizabeth Storey                                |                    |
| 2006 | The Grudge 2                                | Trish                                           |                    |
| 2006 | Troubled Waters                             | Agente especial Jennifer Beck                   |                    |
| 2007 | My Name Is Sarah                            | Sarah Winston                                   | Telefilm           |
| 2009 | Queen to Play                               | L'Américaine                                    |                    |
| 2010 | The Book of Eli                             | Claudia                                         |                    |
| 2010 | A Night for Dying Tigers                    | Melanie                                         |                    |
| 2010 | The Night Before the Night Before Christmas | Angela Fox                                      | Telefilm           |
| 2013 | Cinemanovels                                | Clementine                                      |                    |
| 2014 | A Wife's Nightmare                          | Liz                                             | Telefilm           |
| 2015 | Full Out                                    | Entrenadora Val                                 |                    |
| 2015 | The Laws of the Universe Part 0             | Inkar                                           |                    |
| 2016 | Manhattan Night                             | Lisa Wren                                       |                    |
| 2017 | Before I Fall                               | Madre de Samantha                               |                    |
| 2019 | After: Aquí empieza todo                    | Karen Scott                                     |                    |

## Televisión
| Año       | Título                                 | Papel                          | Notas                          |
| --------- | -------------------------------------- | ------------------------------ | ------------------------------ |
| 1985      | Faerie Tale Theatre                    | Cenicienta                     | Episodio: "Cinderella"         |
| 1990      | Tinikling ou "La madonne et le dragón" | Patty Meredith                 |                                |
| 1992      | 2000 Malibu Road                       | Perry Quinn                    | 6 episodios                    |
| 1997      | The Outer Limits                       | Robin Dysart                   | Episodio: "Bodies of Evidence" |
| 1997-1998 | Nothing Sacred                         | Justine Madsen Judd            | 2 episodios                    |
| 1999      | The Hunter                             | Jane                           | Episodio: "And She Laughed"    |
| 2004-2009 | The L Word                             | Bette Porter                   |                                |
| 2004      | Fraiser                                | Dra. Anne Ranberg              | 2 episodios                    |
| 2007      | Law & Order                            | Sofia Archer                   | Episodio: "Charity Case"       |
| 2009-2011 | Lie to Me                              | Zoe Landau                     | Recurrente                     |
| 2011      | The Chicago Code                       | Teresa Colvin                  | Papel principal                |
| 2012      | Castle                                 | Agente de la CIA Sophia Turner | 2 episodios                    |
| 2012-2013 | Lauren                                 | Comandante Jo Stone            | Recurrente (10 episodios)      |
| 2015      | Proof                                  | Dra. Carolyn Tyler             |                                |
| 2015      | Turno de noche                         | Dra. Jenings                   |                                |
| 2017-2018 | Taken                                  | Cristina Hart                  |                                |
| 2017      | The Last Tycoon                        | Margo Taft                     | Recurrente                     |
| 2019      | Swamp Thing                            | Lucilia Cable                  | Papel principal                |
| 2021-2022 | El libro de Boba Fett                  | Garsa Fwip                     | Papel principal                |
| 2022      | Law & Order: Organized Crime           | Cassandra Webb                 | Recurrente                     |
| 2019-2023 | The L Word: Generation Q               | Bette Porter                   | Papel principal                |

## Premios y nominaciones
Globos de Oro
| Año  | Categoría                                     | Trabajo nominado | Resultado |
| ---- | --------------------------------------------- | ---------------- | --------- |
| 1984 | Mejor actriz de serie de TV-Comedia o musical | Flashdance       | Nominada  |

Premios NAACP Image
| Año  | Categoría                           | Trabajo nominado      | Resultado |
| ---- | ----------------------------------- | --------------------- | --------- |
| 1984 | Mejor Actriz en una Película        | Flashdance            | Ganadora  |
| 1996 | Mejor Actriz en una Película        | Devil in a Blue Dress | Nominada  |
| 2007 | Mejor Actriz en una Serie Dramática | The L Word            | Nominada  |
| 2008 | Mejor Actriz en una Serie Dramática | The L Word            | Nominada  |

GLAAD Media Awards
| Año  | Categoría         | Trabajo nominado | Resultado |
| ---- | ----------------- | ---------------- | --------- |
| 2005 | Golden Gate Award | The L Word       | Ganadora  |

NAMIC Vision Awards
| Año  | Categoría            | Trabajo nominado | Resultado |
| ---- | -------------------- | ---------------- | --------- |
| 2007 | Mejor actriz - Drama | My Name Is Sarah | Nominada  |

Cinequest San Jose Film Festival
| Año  | Categoría              | Trabajo nominado   | Resultado |
| ---- | ---------------------- | ------------------ | --------- |
| 1999 | Maverick Tribute Award | Por su trayectoria | Ganadora  |

DVD Exclusive Awards
| Año  | Categoría               | Trabajo nominado | Resultado |
| ---- | ----------------------- | ---------------- | --------- |
| 2001 | Mejor actriz de reparto |                  | Nominada  |